# Artemij Panarin
Artemij Sergeevič Panarin (in russo Артемий Сергеевич Панарин?; Korkino, 30 ottobre 1991) è un hockeista su ghiaccio russo  che gioca per i New York Rangers nella National Hockey League (NHL).

## Carriera

### KHL
A metà della stagione 2012-2013 è stato scambiato dal Vitjaz' Podol'sk al SKA San Pietroburgo in cambio di una scelta nel Draft del 2013.
Con la nuova squadra ha partecipato per tre volte ai playoff, conquistando nella stagione 2014-2015 la Gagarin Cup.
Nella stagione 2014-2015 è stato selezionato per l'All-Star Game, ma non vi ha partecipato. Inoltre è stato inserito nel quintetto ideale della medesima stagione.

### NHL
Il 29 aprile 2015 ha raggiunto un accordo con i Chicago Blackhawks per un contratto da entry-level da due anni. L'impatto con la nuova squadra è stato subito forte, infatti l'8 ottobre 2015 ha segnato il suo primo goal nella partita inaugurale della stagione contro i New York Rangers.
Il 17 febbraio 2016 ha segnato la sua prima tripletta in NHL nella vittoria contro i New York Rangers.

### Nazionale
Ha fatto parte della selezione russa che ha partecipato al Campionato mondiale di hockey su ghiaccio Under-20 del 2011, vincendo la medaglia d'oro. Durante questa competizione ha giocato 7 partite, segnando 3 goal e confezionando 3 assist.
Con la nazionale maggiore ha vinto la medaglia d'argento ai mondiali del 2015.
Il 3 marzo 2016 è stato inserito nella lista dei pre-convocati per la World Cup of Hockey che si è tenuta a Toronto tra settembre e ottobre 2016.

## Statistiche

### Club
Statistiche aggiornate al 9 aprile 2025.
| Stagione                   | Squadra                    | Comp                       |     | Stagione regolare | Stagione regolare | Stagione regolare | Stagione regolare | Stagione regolare |    | Playoff | Playoff | Playoff | Playoff | Playoff |
| Stagione                   | Squadra                    | Comp                       | PG  | G                 | A                 | Pt                | PIM               | PG                | G  | A       | Pt      | PIM     |         |         |
| 2008-2009                  | Vitjaz' Podol'sk           | KHL                        | 5   | 0                 | 1                 | 1                 | 0                 | -                 | -  | -       | -       | -       |         |         |
| 2009-2010                  | Vitjaz' Podol'sk           | KHL                        | 20  | 1                 | 8                 | 9                 | 16                | -                 | -  | -       | -       | -       |         |         |
| 2010-2011                  | Vitjaz' Podol'sk           | KHL                        | 40  | 5                 | 16                | 21                | 8                 | -                 | -  | -       | -       | -       |         |         |
| 2011-2012                  | Vitjaz' Podol'sk           | KHL                        | 38  | 12                | 14                | 26                | 49                | -                 | -  | -       | -       | -       |         |         |
| 2012-2013                  | Vitjaz' Podol'sk           | KHL                        | 40  | 11                | 7                 | 18                | 22                | -                 | -  | -       | -       | -       |         |         |
| Totale Vitjaz' Podol'sk    | Totale Vitjaz' Podol'sk    | Totale Vitjaz' Podol'sk    | 143 | 29                | 46                | 75                | 95                | 0                 | 0  | 0       | 0       | 0       |         |         |
| 2012-2013                  | SKA San Pietroburgo        | KHL                        | 3   | 0                 | 1                 | 1                 | 2                 | 14                | 2  | 7       | 9       | 0       |         |         |
| 2013-2014                  | SKA San Pietroburgo        | KHL                        | 51  | 20                | 20                | 40                | 30                | 4                 | 0  | 0       | 0       | 2       |         |         |
| 2014-2015                  | SKA San Pietroburgo        | KHL                        | 54  | 26                | 36                | 62                | 37                | 20                | 5  | 15      | 20      | 4       |         |         |
| Totale SKA San Pietroburgo | Totale SKA San Pietroburgo | Totale SKA San Pietroburgo | 108 | 46                | 57                | 103               | 69                | 38                | 7  | 22      | 29      | 6       |         |         |
| Totale KHL                 | Totale KHL                 | Totale KHL                 | 251 | 75                | 103               | 178               | 164               | 38                | 7  | 22      | 29      | 6       |         |         |
| 2015-2016                  | Chicago Blackhawks         | NHL                        | 80  | 30                | 47                | 77                | 32                | 7                 | 2  | 5       | 7       | 14      |         |         |
| 2016-2017                  | Chicago Blackhawks         | NHL                        | 82  | 31                | 43                | 74                | 21                | 4                 | 0  | 1       | 1       | 0       |         |         |
| Totale Blackhawks          | Totale Blackhawks          | Totale Blackhawks          | 162 | 61                | 90                | 151               | 53                | 11                | 2  | 6       | 8       | 14      |         |         |
| 2017-2018                  | Columbus Blue Jackets      | NHL                        | 81  | 27                | 55                | 82                | 26                | 6                 | 2  | 5       | 7       | 6       |         |         |
| 2018-2019                  | Columbus Blue Jackets      | NHL                        | 79  | 28                | 59                | 87                | 23                | 10                | 5  | 6       | 11      | 0       |         |         |
| Totale Blue Jackets        | Totale Blue Jackets        | Totale Blue Jackets        | 160 | 55                | 114               | 169               | 49                | 16                | 7  | 11      | 18      | 6       |         |         |
| 2019-2020                  | New York Rangers           | NHL                        | 69  | 32                | 63                | 95                | 20                | 3                 | 1  | 1       | 2       | 0       |         |         |
| 2020-2021                  | New York Rangers           | NHL                        | 42  | 17                | 41                | 58                | 6                 | -                 | -  | -       | -       | -       |         |         |
| 2021-2022                  | New York Rangers           | NHL                        | 75  | 22                | 74                | 96                | 18                | 20                | 6  | 10      | 16      | 8       |         |         |
| 2022-2023                  | New York Rangers           | NHL                        | 82  | 29                | 63                | 92                | 36                | 7                 | 0  | 2       | 2       | 2       |         |         |
| 2023-2024                  | New York Rangers           | NHL                        | 82  | 49                | 71                | 120               | 24                | 16                | 5  | 10      | 15      | 4       |         |         |
| 2024-2025                  | New York Rangers           | NHL                        | 75  | 34                | 49                | 83                | 16                |                   |    |         |         |         |         |         |
| Totale Rangers             | Totale Rangers             | Totale Rangers             | 425 | 183               | 361               | 544               | 120               | 46                | 12 | 23      | 35      | 14      |         |         |
| Totale NHL                 | Totale NHL                 | Totale NHL                 | 801 | 285               | 493               | 778               | 222               | 73                | 21 | 40      | 61      | 34      |         |         |
|                            |                            |                            |     |                   |                   |                   |                   |                   |    |         |         |         |         |         |
| Totale carriera            | Totale carriera            | Totale carriera            |     | 998               | 374               | 668               | 1 042             | 368               |    | 111     | 28      | 62      | 90      | 4       |

### Nazionale
| Stagione        | Squadra         | Comp             |    | Statistiche | Statistiche | Statistiche | Statistiche | Statistiche |
| Stagione        | Squadra         | Comp             | PG | G           | A           | Pt          | PIM         |             |
| 2011            | Russia U-20     | Mondiale U-20    | 7  | 3           | 2           | 5           | 4           |             |
| 2013-2014       | Russia          | Euro Hockey Tour | 6  | 1           | 1           | 2           | 4           |             |
| 2014-2015       | Russia          | Euro Hockey Tour | 3  | 4           | 0           | 4           | 0           |             |
| 2015            | Russia          | Mondiale         | 10 | 5           | 5           | 10          | 4           |             |
|                 |                 |                  |    |             |             |             |             |             |
| Totale carriera | Totale carriera | Totale carriera  |    | 26          | 13          | 8           | 21          | 12          |

## Palmarès

### Club
- Coppa Gagarin: 1

SKA S. Pietroburgo: 2014-2015

### Nazionale
- Campionato mondiale di hockey su ghiaccio Under-20: 1

Stati Uniti 2011

### Individuale
- KHL First All-Star Team: 1

2014-2015
- Calder Memorial Trophy: 1

2015-2016
- NHL All-Rookie Team: 1

2015-2016